# Auge, Ardennes

Auge este o comună în departamentul Ardennes din nordul Franței. În 1 ianuarie 2022 avea o populație de 58 de locuitori.